# Jack McMahon
John Joseph (Jack) McMahon (Brooklyn, New York, 3 de diciembre de 1928 -11 de junio de 1989) fue un jugador y entrenador de baloncesto estadounidense que disputó como jugador 8 temporadas en la NBA y que posteriormente entrenó otras 11 temporadas más repartidas entre la NBA y la ABA. Medía 1,86 metros de altura, y jugaba en la posición de Base.

## Trayectoria deportiva

### Universidad
Jugó entre 1949 y 1952 con los Red Storm de la Universidad de St. John's, donde fue el primer base en superar los 1000 puntos anotados en su equipo. Fue elegido All-American, y en junio de 2008 incluido entre los 50 mejores jugadores de St. John's del siglo XX.
En su temporada sénior lideró al equipo consiguiendo un balance de 25 victorias y 6 derrotas, llegando a la Final Four de la NCAA, donde cayeron derrotados ante Kansas por 80-63.

### Profesional
Fue elegido en la quinta ronda del Draft de la NBA de 1952, en el puesto 41, por Rochester Royals. Allí jugó durante 3 temporadas y media, antes de ser traspasado a St. Louis Hawks, mediada la temporada 1955-56. En su primera temporada completa con los Hawks, la temporada 1956-57, terminó como segundo mejor pasador de la liga, tras promediar 5,1 asistencias por partido, únicamente superado por Bob Cousy, el base de Boston Celtics.
Al año siguiente, jugando como titular, se proclamó junto a su equipo como campeón de la NBA, tras derrotar a los Celtics en la final por 4-2. Jugó en St. Louis hasta la temporada 1959-60, donde ya con 31 años anunció su retirada. En toda su carrera promedió 8,1 puntos, 3,7 asistencias y 2,7 rebotes por partido.

### Entrenador
En 1963 se hace cargo como entrenador del equipo en expansión de los Chicago Zephyrs, dando sus primeros minutos como profesional a Don Nelson, actual entrenador de Golden State Warriors. Pero tras 38 partidos en los que sólo consiguió 12 victorias, fue cortado y sustituido por Slick Leonard.
Al año siguiente es contratado por los Cincinnati Royals, donde pasa cuatro temporadas en las cuales clasifica a su equipo para los Playoffs de la NBA en todas ellas. En 1967 ficha por San Diego Rockets, equipo que debutaba en la liga, y que solamente consiguió 15 victorias en su primer año. Al año siguiente consigue clasificarse para los playoffs, pero en su tercer año, tras un mal comienzo, es despedido y sustituido por Alex Hannum.
En 1970 recibe la oferta para entrenar a los Pittsburgh Condors de la liga rival, la ABA, donde permanece dos temporadas sin lograr clasificar a su equipo en ninguna de ellas para luchar por el título.